# Abrek

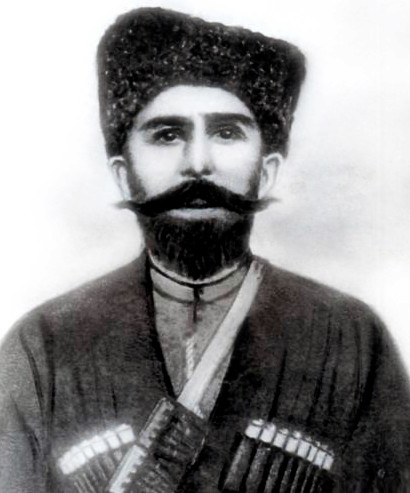
Zelimchan

Abrek – w folklorze północnego Kaukazu postać szlachetnego, żyjącego samotnie wojownika. Po rosyjskim podboju Kaukazu na przełomie XVIII i XIX wieku, terminem tym zaczęto określać powstańców walczących z najeźdźcą.

## Historia
Przed rosyjskim podbojem Kaukazu, abrekiem stawał się przestępca, uciekający przed karą z rąk swojej społeczności za dokonany występek. Abrek albo uciekał do innej wioski, gdzie ukrywał swoją tożsamość i przybierał nowe imię, albo żył dziko w górach, do czasu nieuchronnej śmierci z głodu. Abrek ze zrozumiałych względów budził uczucie strachu i nienawiści.
Skutkiem rosyjskiego podboju Kaukazu i późniejszych kolonialnych rządów, było podejmowanie przez miejscową ludność oporu w formie walki partyzanckiej. Pojęcie abreka-banity przeszło wówczas znamienną ewolucję. Często abrekami stawali się bowiem ludzie prześladowani przez Rosjan, a nie osoby łamiące zwyczajowe prawo miejscowe. Z czasem, abrekami zaczęto nazywać antyrosyjskich partyzantów, szczególnie w Czeczenii, gdzie opór przeciw Rosjanom był wyjątkowo silny. Postrzegano ich przy tym, jako obrońców pokrzywdzonych oraz ojczyzny. Aslanbek Szeripow pisał: „[w]ładza [rosyjska] terroryzowała spokojną ludność, a abrekowie terroryzowali władzę. Ludność patrzyła z nadzieją na abreków jako walczących z barbarzyństwem kolonialnej administracji (...)”
Abrekami nazywano przywódców kolejnych powstań przeciw władzy rosyjskiej, a potem sowieckiej, w tym powstania w roku 1913 (na czele którego stał legendarny abrek Zelimchan Guszmazukajew), oraz tego z lat 1941–1943, które zakończyło się wysiedleniem Czeczenów do Kazachstanu. Niektórzy przywódcy z wojen czeczeńsko-rosyjskich z lat 90 XX wieku i pierwszej dekady XXI wieku również byli określani tym mianem – w szczególności Rusłan Giełajew.

## Charakterystyka abreka
Wedle klasycznego poglądu, instytucja „abreczstwa” to po prostu wyższa forma rozbójnictwa. Wskazuje się jednak, że bycie abrekiem ma w kaukaskim kontekście kulturowym dużo szersze znaczenie. Abrek uważany był za osobę, której życie (w społeczności) uległo już zakończeniu, a dla której śmierć jeszcze nie przyszła: abrek był niejako zawieszony między życiem a śmiercią. Podstawowymi wyróżnikami postaci abreka były samotność, odrzucenie, konieczność toczenia walki. Abrek żył w dziczy, bez przyjaciół, odtrącony i nierozumiany przez świat. Toczył nierówną i skazaną na porażkę walkę z najeźdźcą, której zakończeniem mogła być tylko śmierć abreka. Nierzadko, przypisywano abrekom zdolności magiczne.